# C. García Guardiola
María Consuelo -o Consol- García Guardiola (Sitges, gener de 1898 - Barcelona, 1983) fou una periodista i escriptora catalana. Durant una època signà les seves obres amb el pseudònim de Gracián o Concha Gracián.

## Biografia
Consuelo García va néixer a Sitges, ja que els seus pares portaven l'oficina de telègrafs de la població. Va estudiar Magisteri, i va mostrar interès per l'escriptura, que va conrear en diversos gèneres, com el periodisme i la novel·la. La seva afició als viatges, especialment a Mallorca, illa que coneixia prou bé, es va plasmar en l'obra Mallorquines, editada amb il·lustracions de F. Manchón (Barcelona: Gràfiques Hostench, 1929). En aquella època Consuelo era una dona moderna del seu temps, i tenia també inquietuds artístiques, com la pintura. Practicava l'atletisme i la natació i formà part del Club Femení i d'Esports de Barcelona.
El 1935, l'Editorial Sintes li publicà la novel·la A la deriva i, poc després, quan s'inicià la Guerra Civil, publicà col·laboracions periodístiques al diari La Noche, on informà per mitjà d'entrevistes i reportatges sobre la Olimpíada Popular de Barcelona, les donacions de sang, l'estada de les criatures a La Casa del nen, l'arribada d'un vaixell rus... El seu germà va ser mobilitzat com a metge en el vaixell que va desembarcar el capità Bayo a Mallorca, a càrrec de l'equip de transfusions sanguínies, peripècia que l'autora va explicar en un reportatge titulat Despidiendo al Marqués de Comillas, publicat el 2 de setembre de 1936.
En general, els seus treballs periodístics ressaltaven sempre la tasca que portaven a terme les persones, i en bona part dels seus relats les dones tenien un paper protagonista. És curiós el fet que aquesta autora, col·laboradora al diari, aparegui en moltes ocasions fotografiada junt amb els protagonistes dels seus escrits. És molt possible que aquesta identificació tan clara amb el rotatiu acabés estabilitzant la seva relació laboral com a redactora, perquè l'any 1938 es va afiliar al sindicat de la UGT amb aquesta categoria tot i que amb un sou variable. Acabada la guerra va ser depurada com molts dels seus col·legues de professió i aleshores va haver de treballar en altres activitats allunyades del periodisme o bé signar les seves col·laboracions amb pseudònim.
La seva passió per viatjar la va conduir a treballar a Viatges Marsans, i la seva vinculació amb el periodisme va seguir en la revista Menage, a Ilustración femenina i a la revista Cinema, on feia ressenyes de pel·lícules, que il·lustrava el conegut dibuixant Joaquim Muntanyola. Més endavant va treballar com a funcionària a l'Ajuntament de Barcelona, ocupació en què es va jubilar. Va viure tota la seva vida amb la seva mare al mateix pis de Barcelona, però va acabar els seus dies en una residència geriàtrica.